# FIBA Africa Clubs Champions Cup 2009-2010
La FIBA Africa Clubs Champions Cup del 2009 è una competizione per club di pallacanestro maschile che si è tenuta a Kigali in Ruanda dall'11 al 21 dicembre 2009; è stata la ventiquattresima edizione della massima competizione per club africani di pallacanestro.
È stata vinta dal CD Primeiro de Agosto, squadra di Luanda che è giunta al sesto titolo continentale, nella finale contro i connazionali del Petro Atlético.

## Squadre partecipanti
| Angola         | AS Aviação · Petro Atlético · CD Primeiro de Agosto |
| Benin          | ASPAC                                               |
| Rep. del Congo | Inter-Club                                          |
| RD del Congo   | ASB Mazembe                                         |
| Kenya          | Cooperative Bank                                    |
| Nigeria        | Kano Pillars BC                                     |
| Ruanda         | APR BC                                              |
| Uganda         | Warriors                                            |

## Regular Season

### Gruppo A
|    | Squadra         | Pld | W | L | PF  | PA  | Diff |
| -- | --------------- | --- | - | - | --- | --- | ---- |
| 1. | Petro Atlético  | 3   | 3 | 0 | 259 | 203 | + 56 |
| 2. | APR BC          | 3   | 2 | 1 | 252 | 209 | + 43 |
| 3. | ASB Mazembe     | 3   | 1 | 2 | 194 | 257 | - 63 |
| 4. | Kano Pillars BC | 3   | 0 | 3 | 214 | 250 | - 36 |
| 5. | AS Aviação      | -   | - | - | -   | -   | -    |

AS Aviação ritirato all'inizio della fase a gironi.

### Gruppo B
|    | Squadra               | Pld | W | L | PF  | PA  | Diff  |
| -- | --------------------- | --- | - | - | --- | --- | ----- |
| 1. | CD Primeiro de Agosto | 4   | 4 | 0 | 454 | 269 | + 185 |
| 2. | ASPAC                 | 4   | 3 | 1 | 321 | 276 | + 45  |
| 3. | Inter-Club            | 4   | 2 | 2 | 304 | 312 | - 8   |
| 4. | Cooperative Bank      | 4   | 1 | 3 | 249 | 342 | - 93  |
| 5. | Warriors              | 4   | 0 | 4 | 244 | 373 | - 129 |

## Quarti di finale
| Squadra #1       | Punteggio | Squadra #2            |
| ---------------- | --------- | --------------------- |
| Cooperative Bank | 56 - 106  | Petro Atlético        |
| ASB Mazembe      | 86 - 82   | ASPAC                 |
| Inter-Club       | 80 - 99   | APR BC                |
| Kano Pillars BC  | 74 - 94   | CD Primeiro de Agosto |

## Final Four

### Semifinali
| Squadra #1            | Punteggio | Squadra #2  |
| --------------------- | --------- | ----------- |
| CD Primeiro de Agosto | 98 - 84   | APR BC      |
| Petro Atlético        | 90 - 88   | ASB Mazembe |

### Finale 7º / 8º posto
| Squadra #1       | Punteggio | Squadra #2 |
| ---------------- | --------- | ---------- |
| Cooperative Bank | 68 - 77   | Inter-Club |

### Finale 5º / 6º posto
| Squadra #1 | Punteggio | Squadra #2      |
| ---------- | --------- | --------------- |
| ASPAC      | 76 - 107  | Kano Pillars BC |

### Finale 3º / 4º posto
| Squadra #1  | Punteggio | Squadra #2 |
| ----------- | --------- | ---------- |
| ASB Mazembe | 80 - 92   | APR BC     |

### Finale
| Squadra #1     | Punteggio | Squadra #2            |
| -------------- | --------- | --------------------- |
| Petro Atlético | 64 - 88   | CD Primeiro de Agosto |

## Campioni
| Campione d'Africa 2009          |
| ------------------------------- |
| CD Primeiro de Agosto 6º titolo |

## Premi
| Premio                   | Vincitore                                                                     | #           | Squadra                                                                          |
| ------------------------ | ----------------------------------------------------------------------------- | ----------- | -------------------------------------------------------------------------------- |
| MVP                      | Vladimir Jerónimo                                                             |             | CD Primeiro de Agosto                                                            |
| Miglior marcatore        | Mohammed Bukar                                                                | 179 punti   | ASPAC                                                                            |
| Miglior rimbalzista      | Joaquim Gomes                                                                 | 66 rimbalzi | CD Primeiro de Agosto                                                            |
| Miglior marcatore da tre | Matthew Edward Miller                                                         | 23 triple   | APR BC                                                                           |
| Miglior quintetto        | Isom Cedric Terry Curtis Vladimir Jerónimo Eduardo Mingas Rodrigo Mascarenhas |             | APR BC Petro Atlético CD Primeiro de Agosto Petro Atlético CD Primeiro de Agosto |
| Premio fair play         |                                                                               |             | Inter-Club                                                                       |